# 蝴蝶站
蝴蝶站（英語：Butterfly Stop）是輕鐵的車站之一，代號015，屬單程車票第1收費區，共有2個月台，共有3條輕鐵路綫途經此站，車站名稱來自附近的蝴蝶邨。
2020年上映電影《幻愛》以屯門為背景，蝴蝶站為其一取景地點，被認為拍得很浪漫，儼如日本風情畫，掀起一時熱話。

## 車站構造

### 車站樓層
| 地面              | 出口 | 紅樓、中山公園 |   |  |
| 地面              | 月台 | \| 側式 · 開左邊车门 \| \| \| \| \| \| \| \| 輕鐵610綫往元朗（輕鐵車廠） 輕鐵615綫往元朗（輕鐵車廠） 輕鐵615P綫往兆康（輕鐵車廠） \| 1 \| \| \| \| 2 \| 輕鐵610綫往屯門碼頭（美樂） 輕鐵615綫往屯門碼頭（美樂） 輕鐵615P綫往屯門碼頭（美樂） \| \| \| \| 側式 · 開左邊车门 \| \| \| \| \| |   |  |
| 地面              | 出口 | 龍門路、蝴蝶邨 |   |  |
| 側式 · 開左邊车门 |      | |   |  |
|                   |      | 輕鐵610綫往元朗（輕鐵車廠） 輕鐵615綫往元朗（輕鐵車廠） 輕鐵615P綫往兆康（輕鐵車廠） | 1 |  |
|                   | 2    | 輕鐵610綫往屯門碼頭（美樂） 輕鐵615綫往屯門碼頭（美樂） 輕鐵615P綫往屯門碼頭（美樂） |   |  |
| 側式 · 開左邊车门 |      | |   |  |

### 車站周邊
- 蝴蝶邨
- 中山公園與青山紅樓
- 兆山苑
- 蝴蝶邨公共圖書館
- 屯門康樂體育中心射箭暨門球場

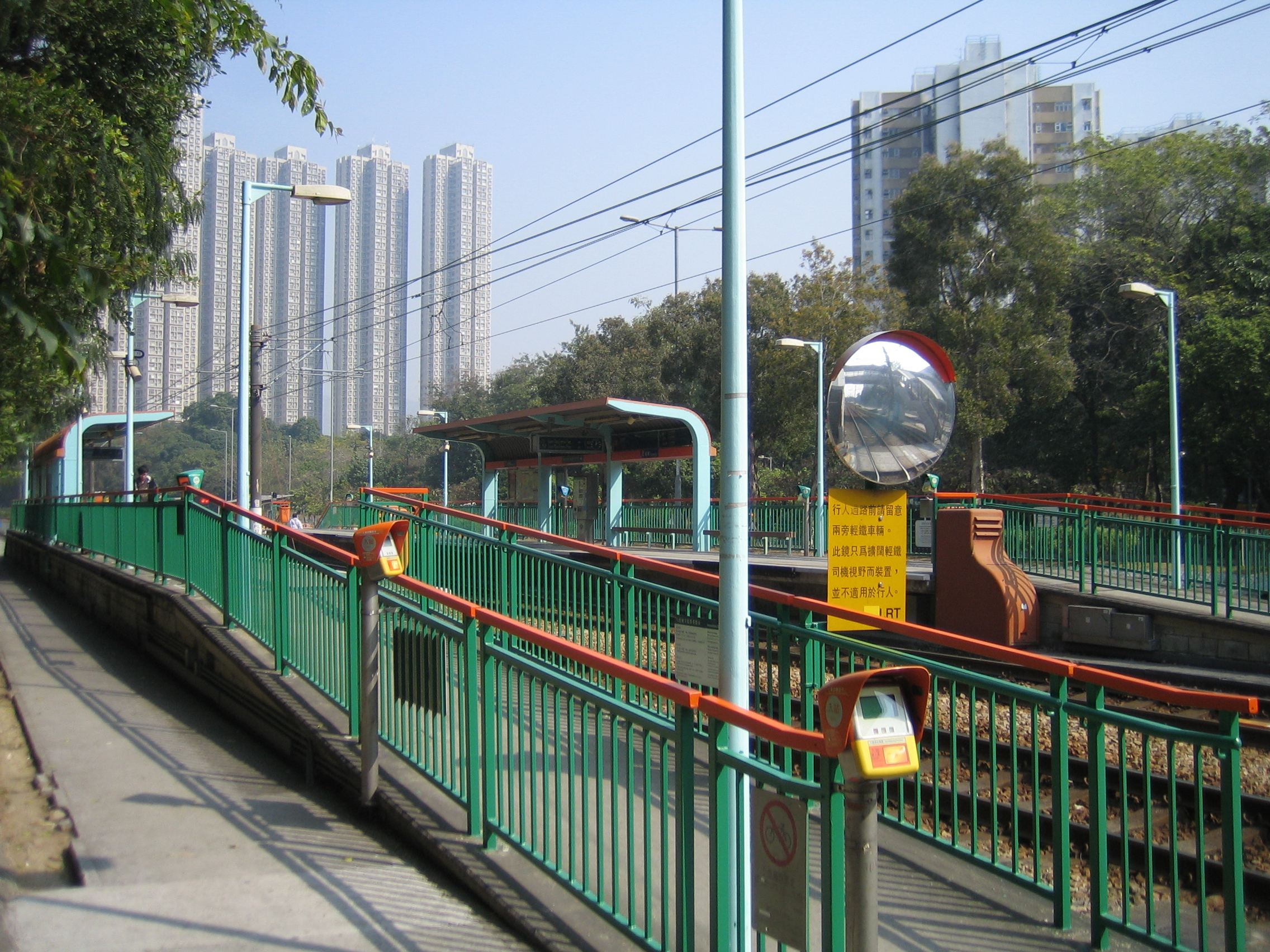
蝴蝶站車站周邊

- 香港路德会增城兆霖学校（前為旅港增城同鄉會兆霖學校）
- 仁德天主教小學
- 蝴蝶灣綜合社會服務處
- 五邑鄒振猷學校

## 事件

### 示威者破壞車站事件 被判入更生中心共賠港鐵28萬
9月7日深夜，港鐵職員巡查時發現兩名青年毀壞輕鐵站設施，又用噴漆塗污輕鐵站的閉路電視鏡頭，於是尾隨兩人並報警。兩名分別17歲和15歲男生早前承認3項刑事損壞罪，案件在2019年12月3日在屯門法院判刑，被判進入更生中心，被告另須各自向港鐵賠償約14萬港元。
辯方求情稱，17歲被告雖然患有專注力不足、過度活躍症和讀寫障礙，但成績不俗，師長亦讚他為人孝順富正義感，積極規劃人生。他因社會運動和有年輕人輕生而影響情緒波動，最終用了不正確的途徑表達理念，感到抱歉內疚，而他已還押88天，已受很大教訓，不會重犯，希望法庭判他非監禁式懲罰。至於15歲被告則有亞氏保加症，為人單純，沒有反社會人格，只是有時難以控制情緒，認為只是一時衝動而犯案，慶幸事件中沒人受傷，同樣對事件感到後悔。
裁判官認同被告年輕，社會運動時或會被情感蓋過理智，透過破壞去懲罰港鐵不妥之處，可是他們有預謀下犯案。裁判官提醒他們雖然有高尚理念，但也不應非法方式表達。由於本案較一般刑事損壞案嚴重，故判他們進入更生中心。次被告的母親在庭外表示，會自行承擔賠償，不會依靠坊間的支援基金。

## 資料來源
1. ↑  . Now TV. 2020-07-07  [2020-07-12]. （原始内容存档于2020-07-12）.
2. ↑  . 明報. 2019-12-13  [2020-10-17]. （原始内容存档于2020-10-19）.

## 外部連結
- 港鐵公司 - 輕鐵及巴士服務 - 輕鐵街道圖 （页面存档备份，存于）
- 港鐵公司 - 輕鐵及巴士服務 - 輕鐵行車時間表 （页面存档备份，存于）